# Dirk Willem van Krevelen
Dirk Willem van Krevelen (8 de noviembre de 1914, Róterdam - 27 de octubre de 2001, Arnhem ) fue un destacado ingeniero químico holandés, científico del carbón y de los polímeros. Combinó con éxito una carrera industrial, dirigiendo una división de investigación en DSM, y una carrera académica, como profesor de la Escuela Técnica Superior de Delft. Sus contribuciones abarcan una amplia gama de campos de investigación, y su nombre está vinculado al diagrama van Krevelen-Hoftyzer para la absorción química de gases, el mecanismo Mars-van Krevelen para las reacciones de oxidación catalítica, el método van Krevelen-Chermin para estimar la energía libre de los compuestos orgánicos, el diagrama van Krevelen que se utiliza en los procesos del carbón y la hulla, el método van Krevelen para calcular las propiedades aditivas de los polímeros, y la relación van Krevelen-Hoftyzer sobre la viscosidad de los fluidos poliméricos.
Es autor de numerosas publicaciones científicas y de varias monografías clásicas, entre las que se encuentran Carbón: tipología, química, física, constitución y propiedades de los polímeros: correlaciones con la estructura química .

## Primeros años de vida
Dirk van Krevelen nació en Róterdam en el seno de la familia del contable Dirk Willem van Krevelen padre y Huberta van Krevelen (de soltera Regoort).

## Educación
De 1927 a 1933 estudió en el Marnix Gymnasium de Róterdam. En 1933 se matriculó en la Universidad de Leiden y estudió química con Anton Eduard van Arkel  Allí recibió su título de "kandidaats" (licenciatura) en 1935 y su título de "doctorado" (maestría) en 1938.  Paralelamente, van Krevelen también completó su especialización en tecnología química con el profesor Hein Waterman en el Delft Technical College. 

## Carrera
En la época en que Dirk van Krevelen trabajó con el profesor Waterman, éste era asesor científico de Royal Dutch Shell, que financiaba la contratación de tres asistentes privados que realizaban investigaciones fundamentales sobre productos y procesos petrolíferos. A partir de 1937, van Krevelen fue contratado como uno de estos asistentes del profesor Waterman, y trabajó en tres temas: la termodinámica química de los hidrocarburos del petróleo, la polimerización del etileno, como parte de los intentos de mejorar las propiedades antidetonantes de la gasolina, y la pirólisis inducida del metano. Este último proyecto se convirtió en el tema de su doctorado (1939).
Cuando, al comienzo de la Segunda Guerra Mundial, Shell dejó de contratar a nuevos científicos, pronto el profesor Waterman, que era judío, se vio obligado a retirarse de Shell. Sin embargo, consiguió ayudar a Dirk van Krevelen a obtener un puesto de investigador en el recién creado Laboratorio Central de las Minas Estatales Holandesas (DSM) a partir de 1940. El Laboratorio Central estaba dirigido por Gerrit Berkhoff. van Krevelen comenzó sus actividades de investigación en el departamento de química física de DSM. En 1943, van Krevelen pasó a ser director de departamento, como jefe del recién creado departamento de investigación sobre ingeniería química. En 1948, fue ascendido al puesto de jefe de investigación del Laboratorio Central de DSM, cargo en el que era responsable de dirigir las actividades de investigación. En 1955, van Krevelen se convirtió en jefe del Laboratorio Central. 
En 1959, van Krevelen dejó DSM y se unió a Algemene Kunstzijde Unie (AKU; General Rayon Union), una empresa de polímeros. van Krevelen se convirtió en miembro de la junta directiva de AKU con la tarea especial de supervisar las actividades de investigación y desarrollo de la empresa.
En 1969, AKU se fusionó con Koninklijke Zout Organon (KZO) para convertirse en AKZO. van Krevelen se convirtió en presidente de AKZO Investigación e Ingeniería, hasta que se retiró de AKZO en 1976.

## Contribuciones
En 1951, van Krevelen fue uno de los editores fundadores de la revista Chemical Engineering Science. van Krevelen también participó en la organización del I Simposio Europeo sobre Ingeniería de Reacciones Químicas, celebrado en Ámsterdam en 1957.

## Vida privada
En julio de 1939, Dirk van Krevelen se casó con Frieda Kreisel. Tuvieron tres hijos y una hija.

## Muerte
Dirk Willem van Krevelen murió el 27 de octubre de 2001 en Arnhem .

## Trabajos seleccionados
- De geïnduceerde pyrolyse van metahaan. Disertación, Universidad Tecnológica de Delft, 19 de diciembre de 1939.
- Con HAJ Pieters. La purificación húmeda de gas de carbón y gases similares mediante el proceso Staatsmijnen-Otto Nueva York: Elsevier, 1946.
- Con PJ Hoftijzer. Cinética de reacciones gas-líquido. Parte I: Teoría General. Recueil des Travaux Chimiques des Pays-Bas 67 (1948): 563–568.
- Método Gráfico-estadístico para el Estudio de la Estructura y Procesos de Reacción del Carbón. Combustible 29 (1950): 269–283.
- Con HAG Chermin. Estimación de la entalpía libre (energía libre de Gibbs) de formación de compuestos orgánicos a partir de contribuciones grupales. Ciencia de la ingeniería química 1 (1951): 66–80, 238.
- Con P. Marte. Oxidaciones realizadas mediante catalizadores de óxido de vanadio. Actas de la Conferencia sobre Procesos de Oxidación, celebrada en Ámsterdam del 6 al 8 de mayo de 1954. Suplemento especial a la ciencia de la ingeniería química 3 (1954): 41–57doi 10.1016/S0009-2509(54)80005-4   .
- Carbón: Tipología, Química, Física, Constitución . Ámsterdam: Elsevier, 1961. [Primera edición, 1957, publicada (con Jan Schuijer) como Coal Science: Aspects of Coal Constitution. ] 3ª ed. ,1981; 4ª edición. , 1993.
- Waterman en de steenkoolchemie. En De Oogst: een overzicht van het wetenschappelijk werk van Prof. dr. ir. HI Waterman, te zamen gebracht ter gelegenheid van zijn aftreden als hoogleraar in de chemische technologie aan de Technische Hogeschool te Delft, págs. 24–29, s.p. y sin fecha [Delft, 1959].
- Werdegang und Weg in der chemischen Technologie: Arbeitserinnerungen und Ausblick . Darmstadt: Technische Hochschule, 1966. Conferencia pronunciada con motivo de la recepción del doctorado honoris causa.
- Con PJ Hoftyzer. Propiedades de los polímeros: correlaciones con la estructura química . Ámsterdam: Elsevier, 1972; 2da ed. , 1976; 3ª edición. , 1990.
- Artículos seleccionados sobre ciencias de la ingeniería química . Ámsterdam: Elsevier, 1976.
- En retrospectiva: Een keuze uit de voordrachten . Ámsterdam: Meulenhoff, 1980. Con una bibliografía completa de sus más de 250 publicaciones hasta 1980.
- Sleutelwoorden in de proefondervindelijke wijsbegeerte . Róterdam: Bataafsch Genootschap, 1987.
- Profesor Hein Israel Waterman, 1889-1961: Onderzoeker—Vernieuwer—Leermeester. ” En Waterman Symposium: Aula TU Delft, 28 de abril de 1989, voordrachtenbundel, 72–84. Delft: Universidad Técnica de Delft, 1989.
- Vijftig jaar activiteit in de Chemische Technologie. In Werken aan scheikunde. 24 memorias de hen die de Nederlandse chemie deze eeuw groot hebben gemaakt, 243–263. Delft: Prensa de la Universidad de Delft, 1993. Su autobiografía.